# Olympische Sommerspiele 1972/Leichtathletik – Speerwurf (Frauen)
Der Speerwurf der Frauen bei den Olympischen Spielen 1972 in München wurde am 31. August und 1. September 1972 im Olympiastadion München ausgetragen. Neunzehn Athletinnen nahmen teil.
Olympiasiegerin wurde Ruth Fuchs aus der DDR, die vor ihrer Landsmännin Jacqueline Todten gewann. Bronze ging an die US-Amerikanerin Kate Schmidt.
Für die Bundesrepublik Deutschland – offiziell Deutschland – traten Anneliese Gerhards und Ameli Koloska an. Koloska scheiterte in der Qualifikation, Gerhards erreichte das Finale und wurde Neunte.

Für Österreich startete Eva Janko, die im Finale Platz sechs erreichte.

Athletinnen aus der Schweiz und Liechtenstein nahmen nicht teil.

## Rekorde

### Bestehende Rekorde
| Weltrekord         | 65,06 m | Ruth Fuchs ( DDR)                  | Potsdam, DDR (heute Deutschland) | 11. Juni 1972    |
| Olympischer Rekord | 62,40 m | Jelena Gortschakowa ( Sowjetunion) | Qualifikation OS Tokio, Japan    | 16. Oktober 1964 |

### Rekordverbesserung
Olympiasiegerin Ruth Fuchs aus der DDR verbesserte den bestehenden olympischen Rekord mit ihrem fünften Wurf im Finale am 1. September um 1,48 m auf 63,88 m. Ihren eigenen Weltrekord verfehlte sie um 1,18 m.

## Durchführung des Wettbewerbs
Die Athletinnen traten am 31. August zu einer Qualifikationsrunde an. Zehn von ihn – hellblau unterlegt – übertrafen die direkte Finalqualifikationsweite von 54,00 m. Damit war die Mindestanzahl von zwölf Finalteilnehmerinnen noch nicht erreicht. So qualifizierten sich darüber hinaus auch die beiden Werferinnen mit den nächstbesten Weiten – hellgrün unterlegt – für das am 1. September ausgetragene Finale.
Im Finale hatte jede Athletin zunächst drei Versuche. Den besten acht Teilnehmerinnen standen anschließend weitere drei Würfe zur Verfügung.

## Zeitplan
31. August, 10:30 Uhr: Qualifikation

1. September, 15:30 Uhr: Finale

## Legende
Kurze Übersicht zur Bedeutung der Symbolik – so üblicherweise auch in sonstigen Veröffentlichungen verwendet:
| – | verzichtet |
| x | ungültig   |

## Qualifikation

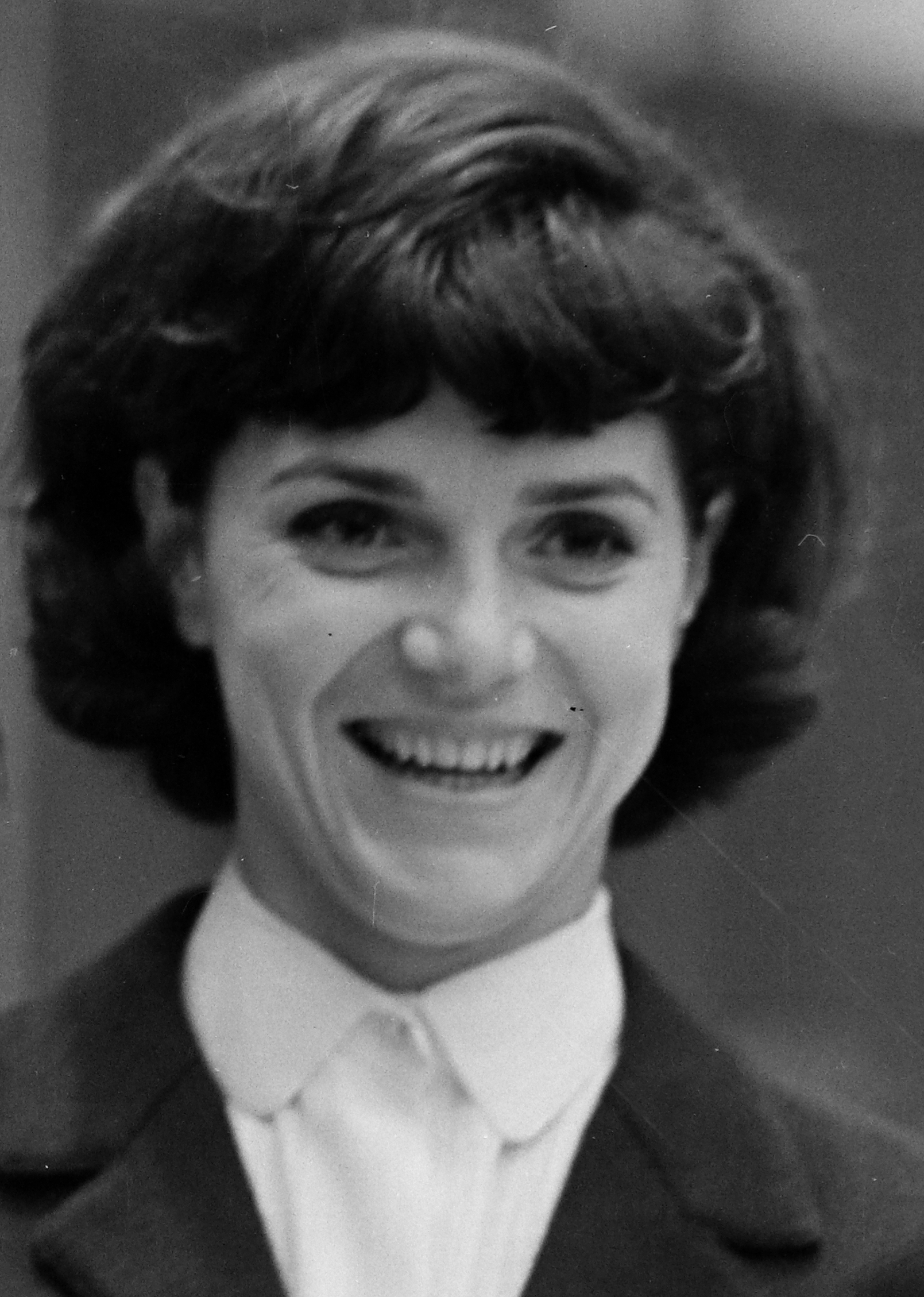
Angéla Ránky, unter ihrem früheren Namen Angéla Németh 1968 Olympiasiegerin, erreichte mit ihren 53,48 m nicht das Finale

Datum: 31. August 1972, 10:30 Uhr
| Platz | Name               | Nation         | 1. Versuch | 2. Versuch | 3. Versuch | Weite   |
| ----- | ------------------ | -------------- | ---------- | ---------- | ---------- | ------- |
| 1     | Ruth Fuchs         | DDR            | x          | 60,88 m    | –          | 60,88 m |
| 2     | Jacqueline Todten  | DDR            | 59,62 m    | –          | –          | 59,62 m |
| 3     | Kate Schmidt       | USA            | 52,26 m    | 58,85 m    | –          | 58,85 m |
| 4     | Nataša Urbančič    | Jugoslawien    | 57,02 m    | –          | –          | 57,02 m |
| 5     | Mária Kucserka     | Ungarn         | 56,72 m    | –          | –          | 56,72 m |
| 6     | Ljutwijan Mollowa  | Bulgarien      | 56,30 m    | –          | –          | 56,30 m |
| 7     | Eva Janko          | Österreich     | 56,18 m    | –          | –          | 56,18 m |
| 8     | Swetlana Koroljowa | Sowjetunion    | 55,90 m    | –          | –          | 55,90 m |
| 9     | Anneliese Gerhards | BR Deutschland | 55,24 m    | –          | –          | 55,24 m |
| 10    | Éva Zörgő          | Rumänien       | 54,34 m    | –          | –          | 54,34 m |
| 11    | Ewa Gryziecka      | Polen          | 53,68 m    | x          | 51,56 m    | 53,68 m |
| 12    | Magda Paulányi     | Ungarn         | 53,62 m    | 52,87 m    | 52,78 m    | 53,62 m |
| 13    | Angéla Ránky       | Ungarn         | 53,48 m    | x          | 51,40 m    | 53,48 m |
| 14    | Daniela Jaworska   | Polen          | 44,68 m    | 52,40 m    | 50,16 m    | 52,40 m |
| 15    | Sherry Calvert     | USA            | x          | 51,38 m    | 51,00 m    | 51,38 m |
| 16    | Nina Marakina      | Sowjetunion    | 51,06 m    | 41,64 m    | x          | 51,06 m |
| 17    | Marion Becker      | Rumänien       | x          | 48,70 m    | 50,74 m    | 50,74 m |
| 18    | Ameli Koloska      | BR Deutschland | 48,42 m    | x          | x          | 48,42 m |
| 19    | Roberta Brown      | USA            | x          | 47,88 m    | x          | 47,88 m |
| DNS   | Rosa Molina        | Chile          |            |            |            |         |

## Finale
Datum: 1. September 1972, 15:30 Uhr
| Platz | Name               | Nation         | 1. Versuch | 2. Versuch | 3. Versuch | 4. Versuch                                  | 5. Versuch                                  | 6. Versuch                                  | Endresultat | Anmerkung |
| ----- | ------------------ | -------------- | ---------- | ---------- | ---------- | ------------------------------------------- | ------------------------------------------- | ------------------------------------------- | ----------- | --------- |
| 1     | Ruth Fuchs         | DDR            | 57,44 m    | 60,20 m    | 50,20 m    | 61,16 m                                     | 63,88 m OR                                  | 59,16 m                                     | 63,88 m     | OR        |
| 2     | Jacqueline Todten  | DDR            | x          | 55,44 m    | 57,18 m    | 59,70 m                                     | 56,92 m                                     | 62,54 m                                     | 62,54 m     |           |
| 3     | Kate Schmidt       | USA            | 59,94 m    | 58,32 m    | 59,84 m    | x                                           | 48,80 m                                     | 56,10 m                                     | 59,94 m     |           |
| 4     | Ljutwijan Mollowa  | Bulgarien      | 56,46 m    | 59,36 m    | 55,10 m    | x                                           | 56,00 m                                     | 58,44 m                                     | 59,36 m     |           |
| 5     | Nataša Urbančič    | Jugoslawien    | x          | x          | 56,48 m    | 56,38 m                                     | 59,06 m                                     | x                                           | 59,06 m     |           |
| 6     | Eva Janko          | Österreich     | x          | 58,50 m    | x          | x                                           | 58,56 m                                     | 52,06 m                                     | 58,56 m     |           |
| 7     | Ewa Gryziecka      | Polen          | 44,40 m    | 47,34 m    | 57,00 m    | 55,88 m                                     | 54,86 m                                     | x                                           | 57,00 m     |           |
| 8     | Swetlana Koroljowa | Sowjetunion    | 56,30 m    | 55,08 m    | x          | x                                           | 56,46 m                                     | x                                           | 56,46 m     |           |
|       |                    |                |            |            |            |                                             |                                             |                                             |             |           |
| 9     | Anneliese Gerhards | BR Deutschland | 54,84 m    | 55,84 m    | 54,72 m    | nicht im Finale der besten acht Werferinnen | nicht im Finale der besten acht Werferinnen | nicht im Finale der besten acht Werferinnen | 55,84 m     |           |
| 10    | Mária Kucserka     | Ungarn         | x          | x          | 54,40 m    | nicht im Finale der besten acht Werferinnen | nicht im Finale der besten acht Werferinnen | nicht im Finale der besten acht Werferinnen | 54,40 m     |           |
| 11    | Magda Paulányi     | Ungarn         | x          | x          | 52,36 m    | nicht im Finale der besten acht Werferinnen | nicht im Finale der besten acht Werferinnen | nicht im Finale der besten acht Werferinnen | 52,36 m     |           |
| NM    | Éva Zörgő          | Rumänien       | x          | x          | x          | nicht im Finale der besten acht Werferinnen | nicht im Finale der besten acht Werferinnen | nicht im Finale der besten acht Werferinnen | ogV         |           |

Favoritin war Ruth Fuchs aus der DDR, die im Juni den Weltrekord auf 65,06 m verbessert hatte. Hinter ihr gab es ein breites Feld von Werferinnen, die für eine vordere Platzierung in Frage kamen. Dazu gehörten u. a. die Polin Daniela Jaworska, Europameisterin von 1971, die Ungarin Angéla Ránky, unter ihrem Namen Angéla Németh Olympiasiegerin 1968, die bundesdeutsche Werferin Ameli Koloska, Vizeeuropameisterin 1971 und die US-Amerikanerin Kate Schmidt. Außer Schmidt schieden allerdings alle genannten weiteren Medaillenanwärterinnen bereits in der Qualifikation aus. Dort war Ruth Fuchs die einzige, die weiter als sechzig Meter warf.
Im Finale ging in der ersten Runde die US-Werferin Kate Schmidt mit 59,94 m in Führung. Fuchs lag zweieinhalb Meter zurück auf Platz zwei. Sie übernahm mit ihrem nächsten Wurf, dem ersten in diesem Finale über der 60-Meter-Marke, die Spitzenposition. Fuchs baute ihre Führung in Durchgang vier weiter aus. In Runde fünf gelang Ruth Fuchs mit 63,88 m schließlich ein neuer Olympiarekord. Das war für sie der Olympiasieg. Im letzten Versuch warf ihre Landsmännin Jacqueline Todten den Speer auf 62,54 m und eroberte damit die Silbermedaille vor Kate Schmidt, die mit ihrem Wurf aus dem ersten Durchgang Bronze gewann. Ruth Fuchs und Jacqueline Todten waren die einzigen Athletinnen, die weiter als sechzig Meter werfen konnten. Auf den Plätzen vier bis sechs rangierten die Bulgarin Ljutwijan Mollowa, Nataša Urbančič aus Jugoslawien und die Österreicherin Eva Janko.

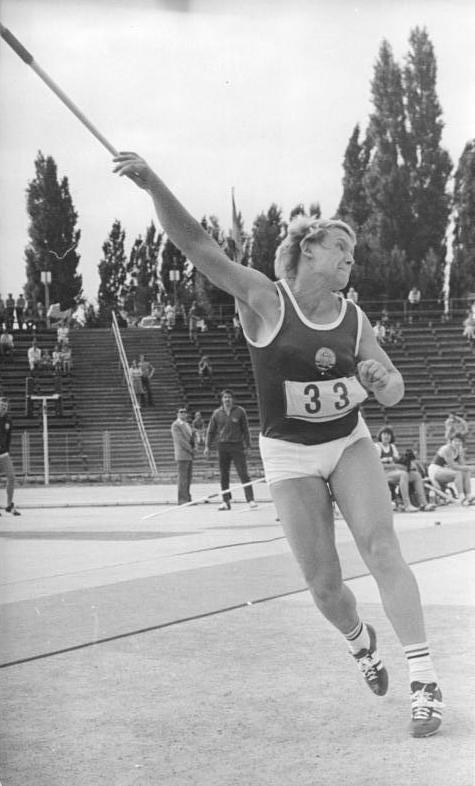
Favoritensieg für die Weltrekordinhaberin Ruth Fuchs
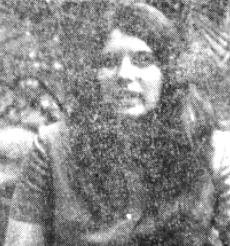
Die fünftplatzierte Nataša Urbančič
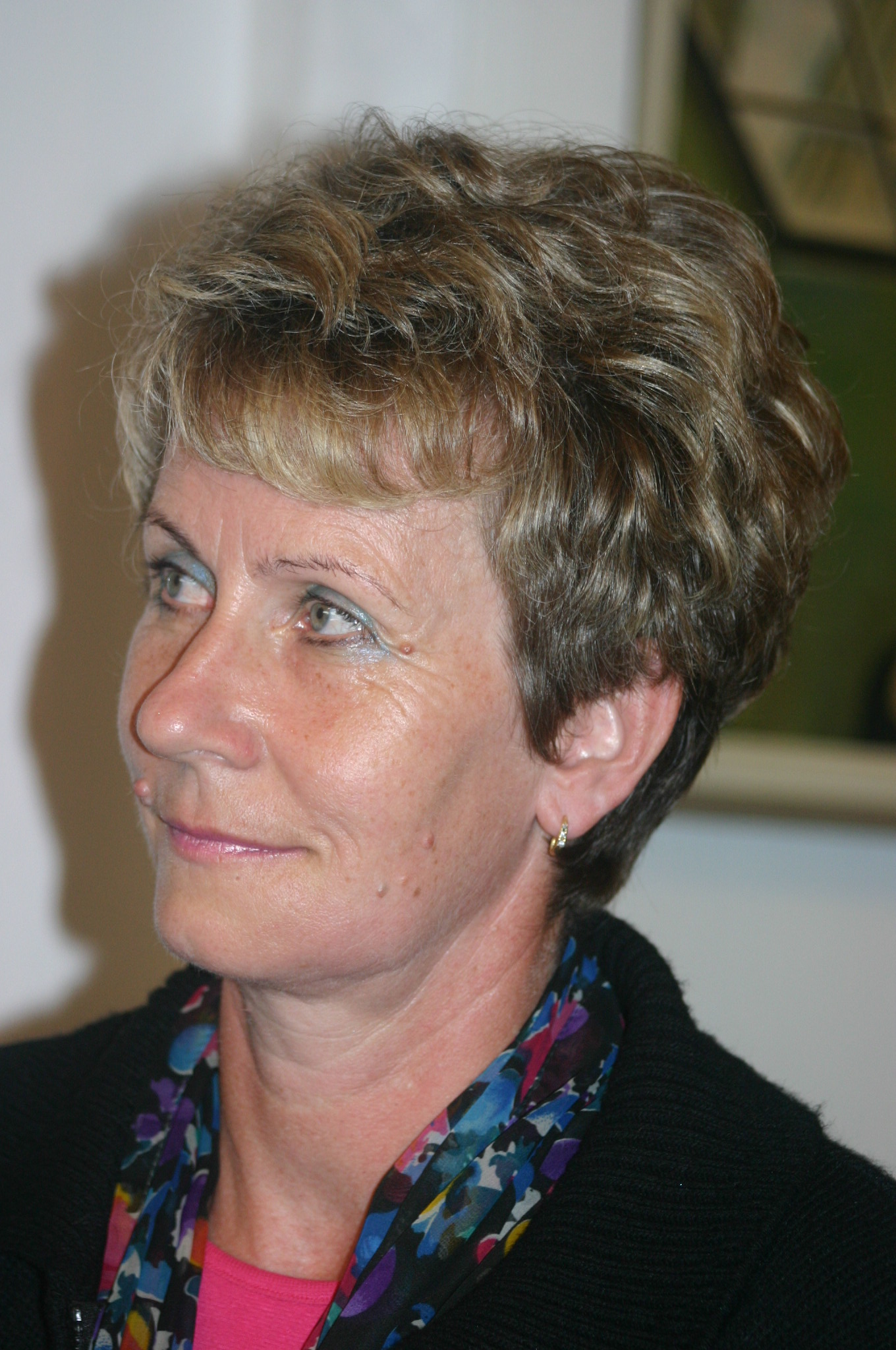
Éva Zörgő, spätere Éva Ráduly-Zörgő, gelang im Finale kein gültiger Wurf

## Video
- XX Olympic Games Highlights, Bereich 1:51 min 2:03 min bis youtube.com, abgerufen am 5. Oktober 2021